# لوكهيد إيه-12
الطائرة لوكهيد ايه-12 هي طائرة استطلاع بنيت خصيصًا لوكالة المخابرات المركزية الأمريكية بواسطة شركة لوكهيد من خلال ذراعها السري شركة سكونك ووركس. ظلت الطائرة ايه-12 ومشروعها سراً عسكريًا لمدة أربعين عامًا وكشف عنه عام 2007 حينما كشفت عنه المخابرات الأمريكية. كان تصميم الطائرة بمقعد واحد وتطور تصميمها لينتج سلفها في دور الطائرة الاعتراضية لوكهيد واي إف-12 والطائرة المشهورة لوكهيد إس آر-71 بلاك بيرد في دور الاستطلاع.

## الطرازات
- طراز تدريبي:

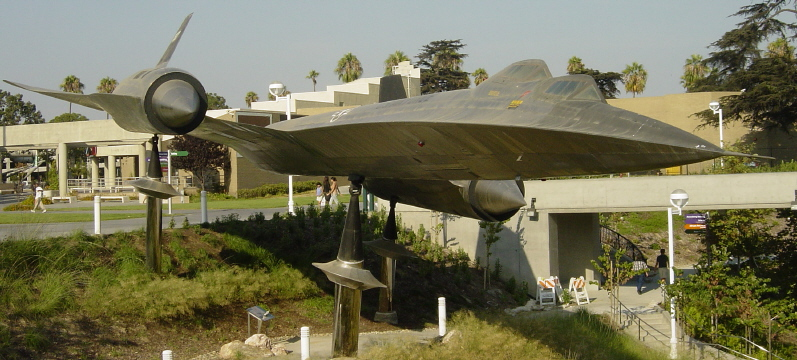
النسخة الوحيدة التدريبية من الطائرة ايه-12 ذات المقعدين في مركز كاليفورنيا للعلوم.

الطراز التدريبي من الطائرة ايه-12 الملقبة بـ«تاتيوم جووس» ("Titanium Goose") رقم 692-60 احتوت على مقعدين بقمرتين للقيادة، الخلفية منهما مرتفعة قليلاً ومنحازة جانبًا بدرجة قليلة لكى تفتح مجال رؤية جيد لقائد الطائرة بالمقعد الخلفي. في حالات الطوارئ، يسمح لقمرة المدرب بأن تدير الطائرة وتفصل القمرة الأساسية عن التحكم في الطائرة. بخلاف التغيرات بقمرة القيادة وأدوات التحكم المزدوجة، فأن الطراز التدريبي يشابه الطراز العادي في كل شيء من السرعة والشكل الخارجي.
- YF-12A:

بعد أن اقنعت لوكهيد القوات الجوية الأمريكية بتوريد طائرات منتجة على أساس الطائرة ايه-12 والتي ستكون أقل تكلفة من الطائرة الملغاة إكس إف-108 رابير. وقلة التكلفة تلك نتجت من أن أعمال التصميم والتطوير على الطائرة YF-12A قد تم بالفعل ودفع له من قبل القوات الجوية الأمريكية. ومع ذلك، فأن في عام 1960 وافقت القوات الجوية الأمريكية على أخذ 7 طائرات تم إنتاجهم بالكامل من أصل 9 من هذا الطراز والذي عدل ليلعب دور الطائرة الاعتراضية.
- M-21:

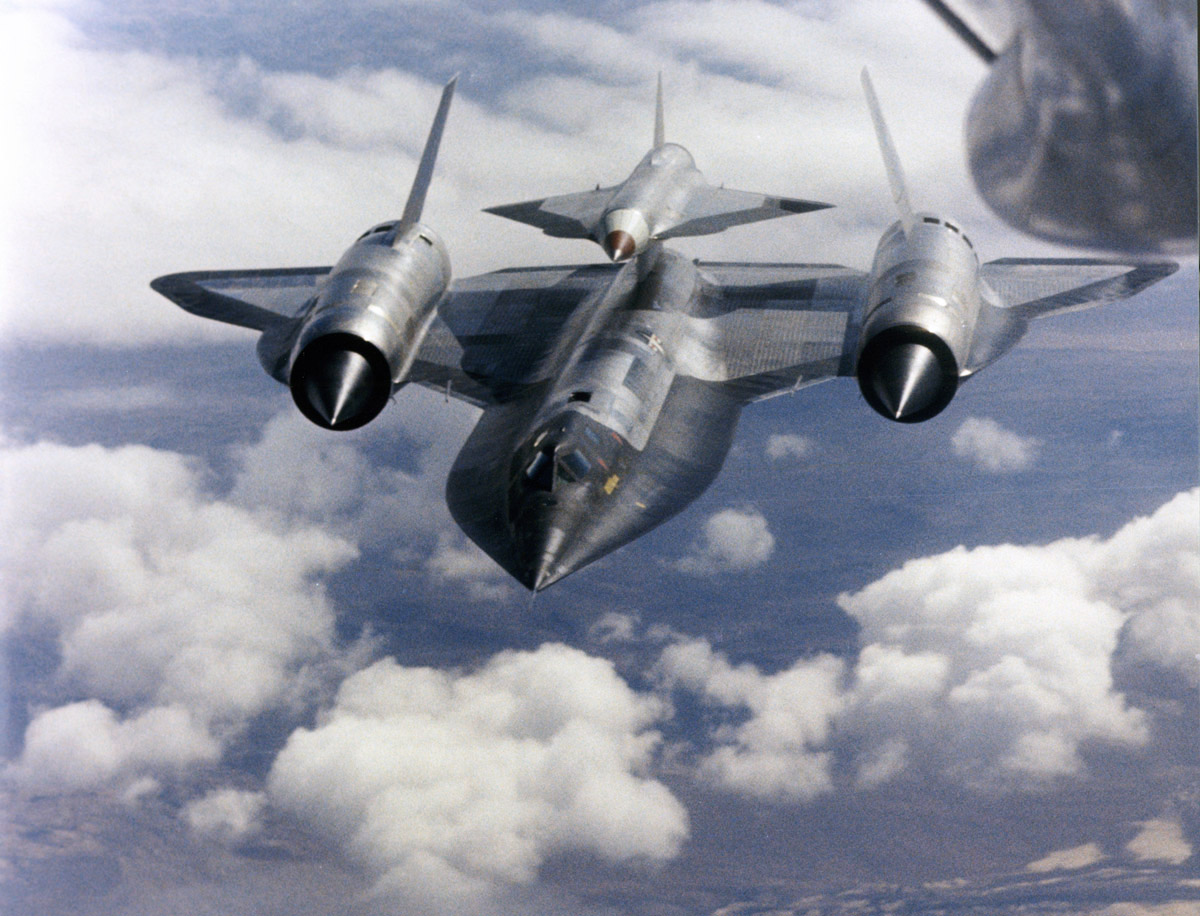
الطائرة ايه-12 في طرازها M-21 اثناء التحليق وهى تحمل الطائرة بدون طيار دى-21.

استخدم هذا الطراز لكى يحمل الطائرة بدون طيار لوكهيد دى-21، لكى تكون طائرة استطلاع اسرع وأكثر ارتفاعًا.